# Comuna Mărașu, Brăila
Mărașu este o comună în județul Brăila, Muntenia, România, formată din satele Băndoiu, Măgureni, Mărașu (reședința), Nedelcu, Plopi și Țăcău.

## Așezare
Ea se află în Insula Mare a Brăilei, pe malul unuia dintre cele două brațe ale Dunării, Dunărea Veche, reședința ei aflându-se la o distanță de 50 kilometri de orașul Brăila.
Unul din punctele de atracție turistică din apropiere este parcul natural din Insula Mică a Brăilei. Lacul Zăton se află la 4 km de satul Mărașu.

## Demografie
Componența etnică a comunei Mărașu
     Români (89,53%)
     Alte etnii (0%)
     Necunoscută (10,47%)
Componența confesională a comunei Mărașu
     Ortodocși (89,22%)
     Alte religii (0,13%)
     Necunoscută (10,64%)
Conform recensământului efectuat în 2021, populația comunei Mărașu se ridică la 2.236 de locuitori, în scădere față de recensământul anterior din 2011, când fuseseră înregistrați 2.913 locuitori. Majoritatea locuitorilor sunt români (89,53%), iar pentru 10,47% nu se cunoaște apartenența etnică. Din punct de vedere confesional, majoritatea locuitorilor sunt ortodocși (89,22%), iar pentru 10,64% nu se cunoaște apartenența confesională.

## Politică și administrație
Comuna Mărașu este administrată de un primar și un consiliu local compus din 11 consilieri. Primarul, Antonel Colceag[*], de la Partidul Social Democrat, este în funcție din octombrie 2020. Începând cu alegerile locale din 2024, consiliul local are următoarea componență pe partide politice:
|  | Partid                          | Consilieri | Componența Consiliului | Componența Consiliului | Componența Consiliului | Componența Consiliului | Componența Consiliului | Componența Consiliului |
|  | ------------------------------- | ---------- | ---------------------- | ---------------------- | ---------------------- | ---------------------- | ---------------------- | ---------------------- |
|  | Partidul Social Democrat        | 6          |                        |                        |                        |                        |                        |                        |
|  | Partidul Național Liberal       | 3          |                        |                        |                        |                        |                        |                        |
|  | Alianța pentru Unirea Românilor | 1          |                        |                        |                        |                        |                        |                        |
|  | Uniunea Salvați România         | 1          |                        |                        |                        |                        |                        |                        |

## Istorie
La sfârșitul secolului al XIX-lea, Mărașu era o târlă (așezare temporară) de pe teritoriul comunei Stăncuța și avea 166 locuitori. Comuna Mărașu s-a constituit în 1931, atunci ea având în compunere satele Agana, Băndoiu, Bou, Cojocaru, Frecăței, Iapa, Mărășu, Nedeicu, Salcia, Strâmba, Tacan și Zagna.
În 1950, comuna a fost arondată raionului Măcin din regiunea Galați și apoi (după 1956), raionului Hârșova din regiunea Dobrogea. Satul Strâmba a luat în 1964 numele de Măgureni, tot atunci desființându-se și satele Atârnați și Iapa. În 1968, a revenit la județul Brăila, reînființat; tot atunci, s-a format și comuna Frecăței, cu sate desprinse din comuna Marasu, iar satele Cojocaru, Pantea, Scânteia și Zatna au fost comasate cu satul Mărașu.